# 故事
故事是指過往發生的事，包含真實發生過歷史，如史書，也包含了從未發生過的虛擬故事，例如電影或小說。有很多種媒介可以乘載故事，例如:文字、聲音、及影像等。電影、電視劇、小說、遊戲、漫畫、ACG中的故事通常稱為劇情。
故事透過叙述的方式闡述幾個情節，对于研究历史上文化的传播与分布具有很大作用。一些研究認為，所有的人類文化都有故事，說故事是普遍存在於所有人類文化的現象，也就是說，說故事是普世文化通則之一。美國作家娥蘇拉·勒瑰恩聲稱「有些偉大的社會不使用輪子；但沒有一個社會是不講故事的」。

## 另見
- 起承轉合
- 劇透
- 超展開
- 神話

## 延伸閱讀
- Beyer, Jürgen, "Prolegomena to a history of story-telling around the Baltic Sea, c. 1550-1800" （页面存档备份，存于）, Electronic Journal of Folklore, vol. 4 (1997), 43-60
- Bruner, Jerome S. Actual Minds, Possible Worlds. Cambridge, Massachusetts: Harvard University Press. 1986. ISBN 0-674-00365-9
- Bruner, Jerome S. Making Stories: Law, Literature, Life. New York: Farrar, Straus and Giroux. 2002. ISBN 0-374-20024-6

## 外部連結
- 中的“故事”